# Distretto di Sultanpur
Il distretto di Sultanpur è un distretto dell'Uttar Pradesh, in India, di 3 190 926 abitanti. È situato nella divisione di Faizabad e il suo capoluogo è Sultanpur.

## Idrografia
Il distretto del Sultanpur è attraversato dal canale artificiale Indira Gandhi.